# Серго
Се́рго —  село в Україні, у Берестинському районі Харківської області. Населення становить 181 осіб. Орган місцевого самоврядування — Вовківська сільська рада.
Після ліквідації Кегичівського району 19 липня 2020 року село увійшло до Красноградського (Берестинського) району.

## Географія
Село Серго знаходиться на правому березі річки Можарка, вище за течією на відстані 4 км розташоване село Мажарка, нижче за течією на відстані 3,5 км розташоване село Котівка. Через село проходить автомобільна дорога Т 2118. На відстані 3 км від села проходить автомобільна дорога E105 (М18). В селі є кілька загат.

## Походження назви
Село носить назву на честь грузинського радянського партійного діяча Серго Орджонікідзе.

## Історія
1930 - дата заснування.
22 червня 2023 року рішенням №230 Національної комісії зі стандартів державної мови віднесено до списку населених пунктів, які «можуть не відповідати лексичним нормам української мови», зокрема стосуватися «російської імперської чи колоніальної політики». Громаді рекомендовано обґрунтувати доцільність збереження поточної назви або запропонувати нову назву в установленому законодавством порядку.

## Економіка
- Молочно-товарна ферма.